# 南利明 (法学者)
南 利明（みなみ としあき、1945年12月15日 - ）は、日本の法学者。専門は法哲学。静岡大学情報学部情報社会学科名誉教授。2024年、瑞宝中綬章受章。
第二次大戦以後の再生自然法思想、特に大戦後の自然法概念再評価のきっかけとなったナチス・ドイツに注目して、関連する論考を発表している。

## 学歴
- 1968年 - 大阪大学法学部法学科卒業
- 1970年3月 - 大阪大学 法学修士
- 1972年3月 - 大阪大学大学院法学研究科博士課程中退

## 経歴
- 1972年 - 静岡大学教養部講師
- 1976年 - 静岡大学教養部助教授
- 1992年 - 静岡大学教養部教授
- 1995年 - 静岡大学情報学部教授
- 2004年から2007年までは情報学部学部長を兼任。
- 2011年 - 静岡大学名誉教授

## 著書
- 『ナチス・ドイツの社会と国家』（勁草書房、1998年）ISBN 978-4326200399

## 主要論文
- 南利明　「民族共同体と指導者 : 憲法体制」『静岡大学法政研究』第7巻第2号、静岡大学人文学部、2002年、123-183頁、doi:10.14945/00003572、NAID 110000579739。
- 南利明　「指導者‐国家‐憲法体制の構成」『静岡大学法政研究』第7巻第3号、静岡大学人文学部、2003年、1-27頁、doi:10.14945/00003574、NAID 110000579742。
- 南利明　「指導者-国家-憲法体制における立法(一)」『静岡大学法政研究』第8巻第1号、静岡大学人文学部、2003年10月、69-129頁、doi:10.14945/00003575、NAID 110007522689。
- 南利明　「指導者-国家-憲法体制における立法(2)」『静岡大学法政研究』第8巻第2号、静岡大学人文学部、2003年10月、151-174頁、doi:10.14945/00003576、NAID 110000579747。
- 南利明　「指導者-国家-憲法体制における立法(三)」『静岡大学法政研究』第8巻第3-4号、静岡大学人文学部、2003年10月、197-244頁、doi:10.14945/00003577、NAID 110001022053。
- 南利明「民族共同体と法(二) : NATIONALSOZIALISMUSあるいは「法」なき支配体制」『静岡大学法経研究』第24巻第2号、静岡大学法経学会、1988年、199-223頁、doi:10.14945/00003567、NAID 110007616176。
- 南利明「民族共同体と法(三) : NATIONALSOZIALISMUSあるいは「法」なき支配体制」『静岡大学法経研究』第38巻第1-2号、静岡大学法経学会、1989年、249-283頁、doi:10.14945/00003566、NAID 110007615716。
- 南利明「民族共同体と法(四) : NATIONALSOZIALISMUSあるいは「法」なき支配体制」『静岡大学法経研究』第39巻第1号、静岡大学法経学会、1990年、111-126頁、NAID 110007616176。